# Aniela Krzywon
Aniela Krzywon (27 de mayo de 1925 - 12 de octubre de 1943) fue una soldado en el Batallón de Mujeres Independientes "Emilia Plater" del ejército polaco durante la Segunda Guerra Mundial y se convirtió en la única mujer en la historia que no era ciudadana de la Unión Soviética en ser galardonada con el más alto honor a la URSS por su valentía, el título de Héroe de la Unión Soviética, después de que ella muriera de las heridas sufridas mientras rescataba importantes documentos militares de un camión en llamas después de un bombardeo de la Luftwaffe.

## Biografía
Krzywoń nació en el pueblo de Puźniki, ubicado en la Segunda República Polaca; el área en la que una vez estuvo el pueblo actualmente se encuentra dentro de la actual Ucrania desde que se convirtió en parte de la RSS de Ucrania en 1939. Su padre luchó en la guerra polaco-soviética; después de que su aldea se convirtiera en parte de Ucrania, la familia Krzywoń y muchas otras familias polacas que habían sido consideradas "políticamente poco confiables" fueron deportadas por la fuerza al Óblast de Irkutsk de Siberia y luego reubicadas en la ciudad de Kansk. Allí, Aniela comenzó a trabajar como maquinista en una fábrica de madera local hasta que se unió voluntariamente al ejército en 1943 para luchar en la Segunda Guerra Mundial.

## Carrera militar
Krzywoń se unió a la 1.ª División de Infantería Tadeusz Kościuszko del Ejército Popular Polaco el 29 de mayo de 1943 y fue asignada al Batallón de Mujeres Independientes "Emilia Plater". Fue entrenada en el uso de metralletas y granadas, así como en el combate cuerpo a cuerpo. El 12 de octubre de 1943, el batallón se vio obligado a retirarse después de ver su bautismo de fuego en la aldea de Lenino de la RSS de Bielorrusia. Mientras Krzywoń acompañaba a un camión que transportaba a los heridos e importantes documentos desde la sede, fueron atacados por una redada de la Luftwaffe. Krzywoń corrió hacia el vehículo en llamas, y rescató los documentos importantes del incendio. Murió a causa de las quemaduras. Por su heroísmo fue galardonada póstumamente con las más altas decoraciones polacas y soviéticas: la Virtuti Militari de Polonia y el título de Héroe de la Unión Soviética. Fue la primera y única mujer polaca condecorada con la Estrella de Oro del Héroe de la Unión Soviética, y la única mujer que se le otorgó este título que no era ciudadana soviética.